# Emilianópolis
Emilianópolis é um município brasileiro do estado de São Paulo. Sua população estimada pelo IBGE em 2024 era de 3.062 habitantes.

## História

### Formação territorial-administrativa
Histórico da formação do município:
- Distrito criado com sede no povoado de Vila Emília, município de Presidente Bernardes e território desmembrado do distrito de Araxãs, deste município, pela Lei nº 233, de 24/12/1948.
- Município criado pela Lei nº 7.664, de 30/12/1991. O plebiscito em prol da emancipação aconteceu no dia 19 de maio de 1991.

## Geografia
Localiza-se a uma latitude 21º49'59" sul e a uma longitude 51º28'59" oeste, estando a uma altitude de 354 metros. Possui uma área de 223,3 km².

### Hidrografia
- Rio do Peixe
- Ribeirão Taquaruçu

### Rodovias
- SP-501 - Rodovia Júlio Budiski

## Demografia

### População
| Crescimento populacional                             | Crescimento populacional | Crescimento populacional | Crescimento populacional |
| Ano                                                  | População Total          |                          | %±                       |
| ---------------------------------------------------- | ------------------------ | ------------------------ | ------------------------ |
| 2000                                                 | 2 893                    |                          | —                        |
| 2010                                                 | 3 020                    |                          | 4,4%                     |
| 2022                                                 | 3 014                    |                          | −0,2%                    |
| Est. 2024                                            | 3 062                    | [ 7 ]                    | 1,6%                     |
| Fontes: Censos Demográficos IBGE e Estimativas SEADE |                          |                          |                          |

### Dados demográficos
Dados do Censo - 2000
População Total: 2.893
- Urbana: 2.191
- Rural: 702
- Homens: 1.471
- Mulheres: 1.422

Densidade demográfica (hab./km²): 12,96
Mortalidade infantil até 1 ano (por mil): 19,56
Expectativa de vida (anos): 69,36
Taxa de fecundidade (filhos por mulher): 2,04
Taxa de Alfabetização: 81,84%
Índice de Desenvolvimento Humano (IDH-M): 0,751
- IDH-M Renda: 0,698
- IDH-M Longevidade: 0,739
- IDH-M Educação: 0,816

(Fonte: IPEADATA)

## Política e administração
- Prefeito: João Batista Amaral (2017/2024)
- Vice-prefeito: Marcos Roberto Message de Oliveira (2017/2024)
- Presidente da Câmara: Erli Marchi Brasil (2017/2018)

## Infraestrutura

### Comunicações
O sistema de telefones automáticos, assim como o sistema de discagem direta à distância (DDD) com o código de área (0182), foram implantados pela Telecomunicações de São Paulo (TELESP).
Na década de 90 o código DDD da cidade foi alterado para (018), para padronização do sistema telefônico com a telefonia celular que estava sendo implantada em todo o estado.

## Cultura e lazer

### Futebol
O Sete de Setembro F.C., criado no feriado que lhe empresta o nome no ano de 1952, é a principal referência local.

## Religião
O Cristianismo se faz presente na cidade da seguinte forma:

### Igreja Católica
- A igreja faz parte da Diocese de Presidente Prudente.[16]

### Igrejas Evangélicas
Entre as igrejas protestantes históricas, pentecostais e neopentecostais, encontram-se na cidade:
- Assembleia de Deus Ministério do Belém.[19][20]
- Congregação Cristã no Brasil.[21]